# Liste der Naturdenkmale in Rötsweiler-Nockenthal
Die Liste der Naturdenkmale in Rötsweiler-Nockenthal nennt die im Gemeindegebiet von Rötsweiler-Nockenthal ausgewiesenen Naturdenkmale (Stand 15. Juli 2013).

## Naturdenkmale
| Nr.         | Bezeichnung | Lage                                                       | Beschreibung | Bild                                    |
| ----------- | ----------- | ---------------------------------------------------------- | ------------ | --------------------------------------- |
| ND-7134-392 | Linde       | Rötsweiler, südlich des Ortes; Abteilung In Aschbach Lage  | Tilia sp.    | Direkt Bild zu diesem Denkmal hochladen |
| ND-7134-404 | Eiche       | Rötsweiler, südwestlich des Ortes; Abteilung Bannheck Lage | Quercus sp.  | Direkt Bild zu diesem Denkmal hochladen |